# ABS-bremser
 "Abs" omdirigeres hertil. For andre betydninger af Abs, se ABS.
ABS-bremser (ABS er akronym for anti-lock braking system; antifastlåsnings-bremsesystem) er et sikkerhedssystem, der forhindrer, at bilens hjul blokerer under kraftig opbremsning. Chaufføren kan dermed bevare kontrollen over bilen og desuden forkorte bremselængden i forhold til opbremsning med blokerede hjul.